# St. Blasius (Wyhl)

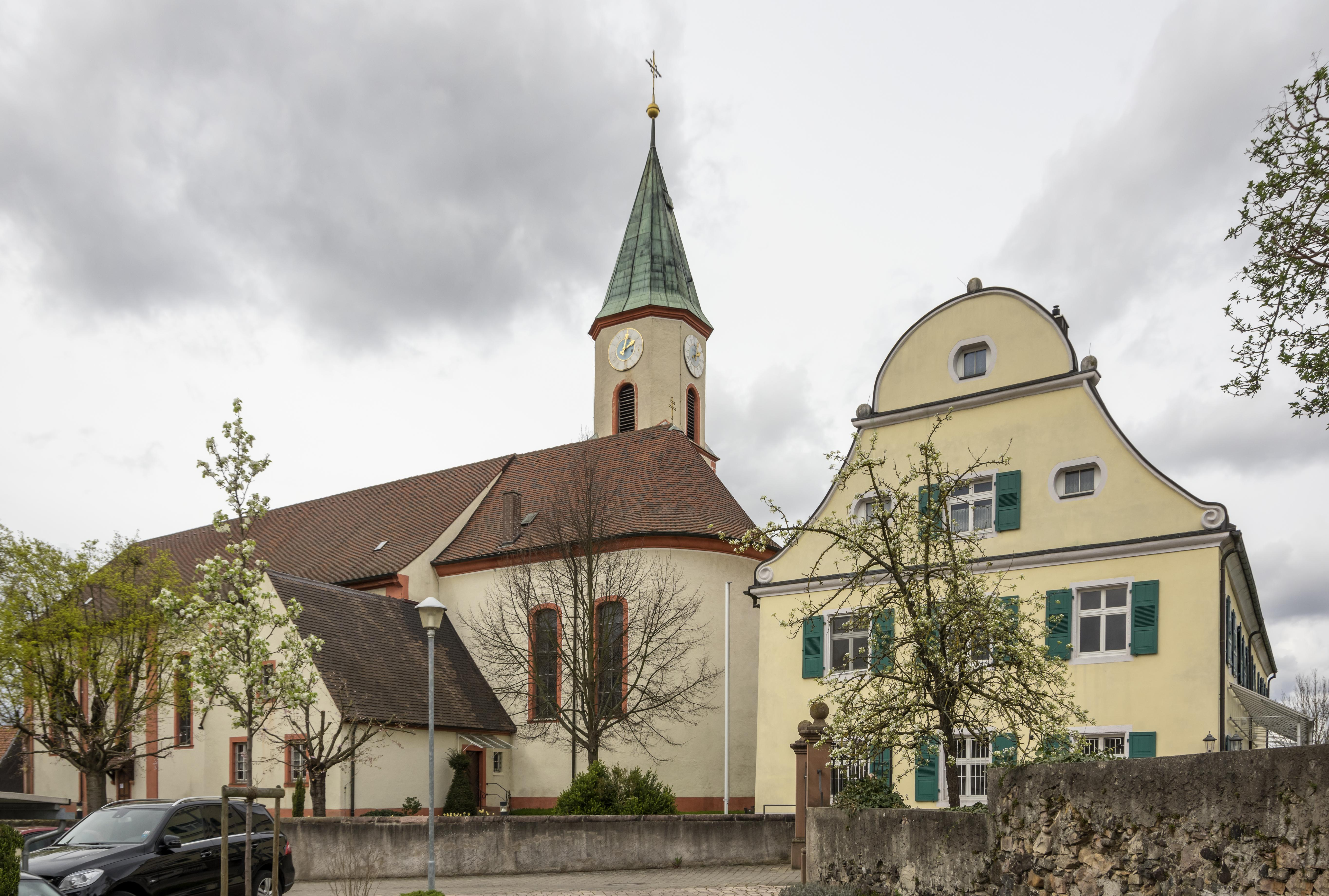
Kirche und Pfarrhaus von Süden

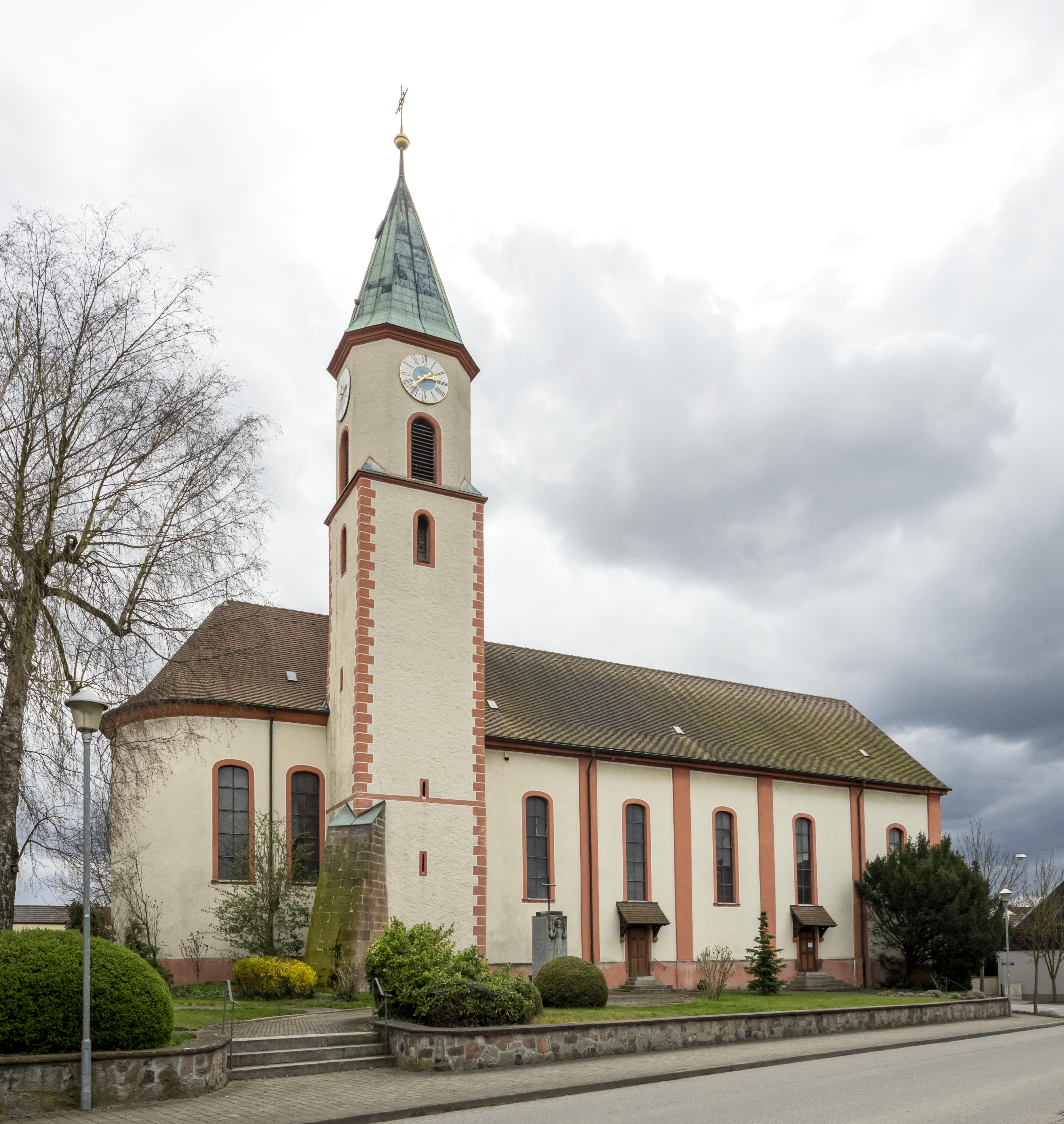
Kirche von Norden

St. Blasius ist die römisch-katholische Pfarrkirche von Wyhl am Kaiserstuhl. Sie gehört mit den Pfarreien St. Martin in Sasbach am Kaiserstuhl und St. Cosmas und Damian in Sasbach-Jechtingen zur Seelsorgeeinheit Am Litzelberg im Dekanat Endingen-Waldkirch des Erzbistums Freiburg.

## Geschichte
Aus romanischer Zeit, vielleicht 1150 bis 1180, ist der Turm unterhalb des achteckigen Glockengeschosses erhalten. Die erste Urkunde, die eine Kirche in Wyhl erwähnt, steht im Liber decimationis des Bistums Konstanz aus dem Jahr 1275; dort wird in der Abteilung „In decanatu Endingen“ ein „plebanus in Wile“ genannt. Damals war Wyhl dem Benediktinerinnenkloster St. Margarethen in Waldkirch unterstellt. Von ihm kaufte es Abt Dietmar von Hunaweier 1324 für sein Kloster, das Augustiner-Chorherrenstift St. Märgen im Schwarzwald. 1381 wurde die Wyhler Pfarre dem Kloster St. Märgen kirchenrechtlich inkorporiert. Wyhl war für St. Märgen des Zehnts wegen wirtschaftlich wichtig und zudem ein gern besuchtes Refugium. Die Beziehung zu St. Märgen endete mit dessen Säkularisation 1806.

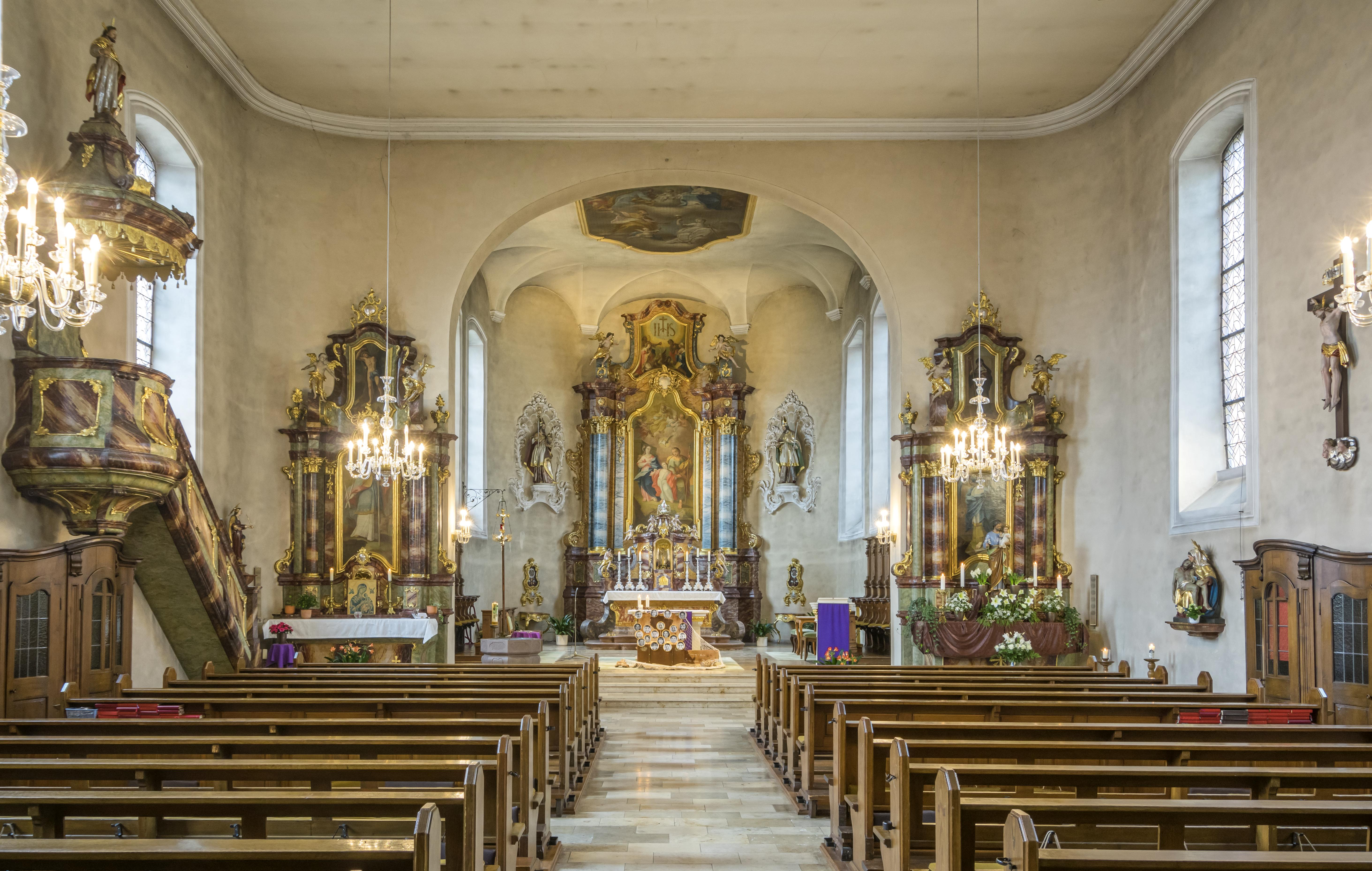
Inneres Richtung Osten

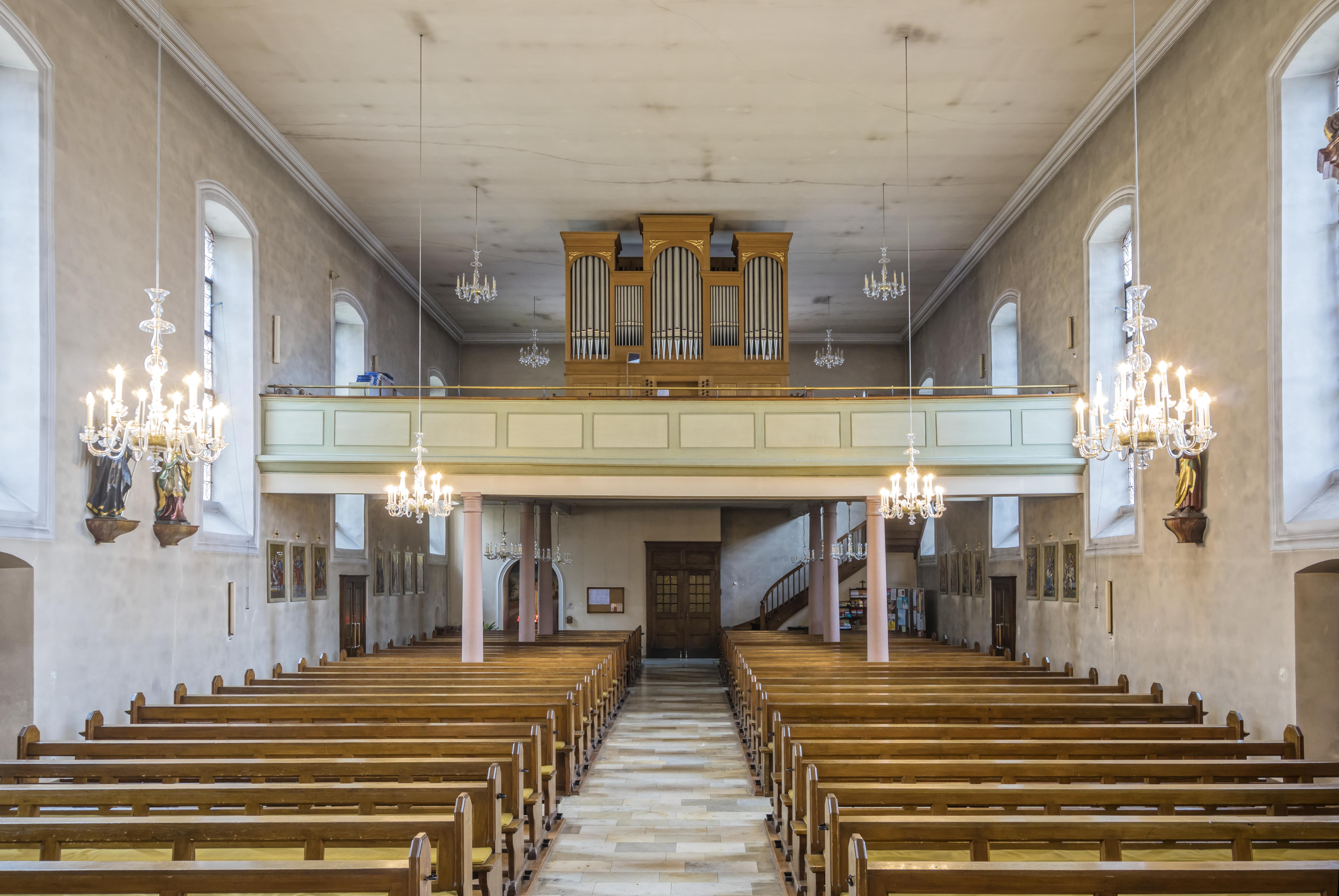
Inneres Richtung Westen

Im spanischen Erbfolgekrieg und durch Brände in den 1750er-Jahren wurden Dorf und Kirche verwüstet. 1717 bis 1719 ließen Abt Andreas Dilger aus Bermatingen (Abt von 1713 bis 1736) und der Wyhler Pfarrer Jakob Abegg (Pfarrer von 1707 bis 1730, † 1766 in St. Märgen) das Pfarrhaus errichten. Baumeister war Johann Mathis aus Mittelberg (Vorarlberg) (1681–1750), der auch, seit 1715, den Kirchenneubau in St. Märgen leitete. 1725 wurde der Chor der Kirche neu gebaut und dem alten Turm ein Achteckgeschoss aufgesetzt. Von 1760 bis 1765 ließ Dilgers Nachfolger Peter Glunk aus Löffingen-Seppenhofen (Abt von 1736 bis 1766) die Kirche unter Übernahme des alten Turms und des Chors von 1725 vollenden. Baumeister war Johann Baptist Häring aus Immendingen (1716–1790), der in St. Märgen den Prälatenost- und -nordflügel erbaute. Es entstand eine barocke Saalkirche mit ausgerundeten Ecken sowie Deckengemälden und Kreuzweg-Fresken von Johann Pfunner.
1838 wurde das Schiff grundlegend umgebaut mit einer Verlängerung nach Westen, Abbruch des barocken Giebels und Höherlegung der Decke, womit Pfunners Bild verschwand. Mit den Wänden wurde auch Pfunners Kreuzweg weiß übermalt. Der Barock wich einem schlichten Klassizismus.
Zuletzt wurde die Kirche 1988 restauriert.

## Gebäude
Vor der Rheinbegradigung des 19. Jahrhunderts lag die Kirche unmittelbar am Rheinufer; jetzt fließt der Rhein 2 km entfernt. Das Schiff hat jederseits fünf, der rund schließende Chor jederseits zwei korbbogige Fenster. Rote Pilaster, Sockel und Fensterrahmen beleben das Äußere. Im Süden ist an den Chor die Sakristei angebaut, der im Norden der Turm gegenübersteht. Auf dessen quadratischem, durch einen Strebepfeiler gestützten mittelalterlichen Teil sitzt das barocke Achteck mit jederseits einem Rundbogenfenster und einem Zifferblatt, wieder darüber ein achteckiger Pyramidenhelm. Der Eingang in der Westfassade wird über eine doppelläufige Treppe erreicht. Außerdem führen an den Seiten je zwei überdachte Eingänge ins Innere. Die Ecken des Saales sind im Osten noch ausgerundet, während die Erweiterung von 1838 im Westen mit rechten Winkeln endet. Im Westen tragen sechs Säulen die Orgelempore. Der Chor ist in seiner barocken Gestalt erhalten. Über seinen Fenstern schneiden Stichkappen in die Spiegeldecke.

## Ausstattung
Die Ausstattung der Vorgängerkirche wurde beim Neubau in die der heiligen Gertrud von Nivelles geweihte Kirche des nordöstlich von Wyhl gelegenen Dorfs Wellingen gebracht, wo sie mit dem Dorf Mitte des 18. Jahrhunderts durch Hochwasserkatastrophen unterging.

### Altäre
Die Altäre schuf der Kunstschreiner Thomas Hechinger (1742–1790) aus Oberhausen in Zusammenarbeit mit dem Bildhauer Matthias Faller.

Skulpturen im Chor und Altäre
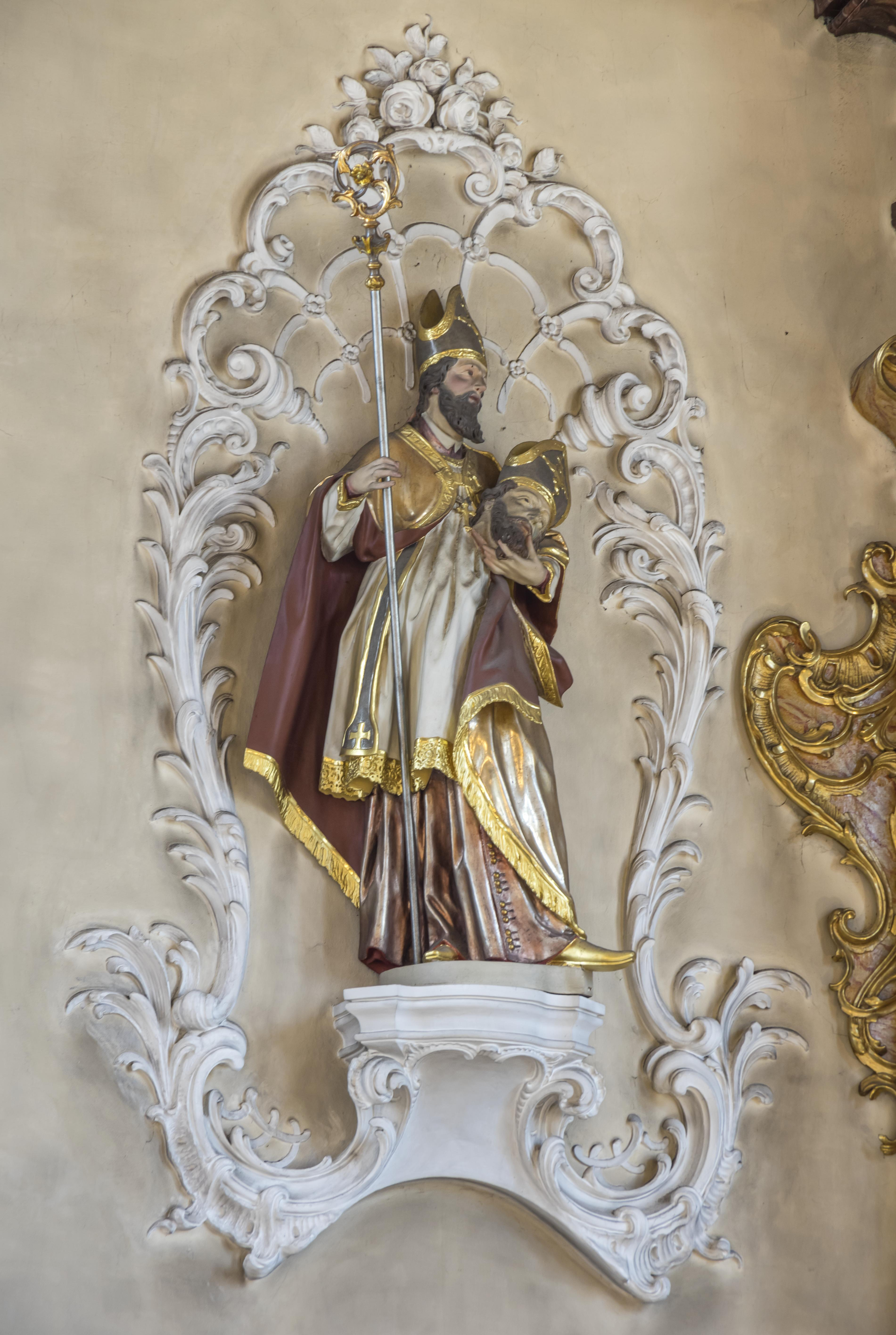
Dionysius
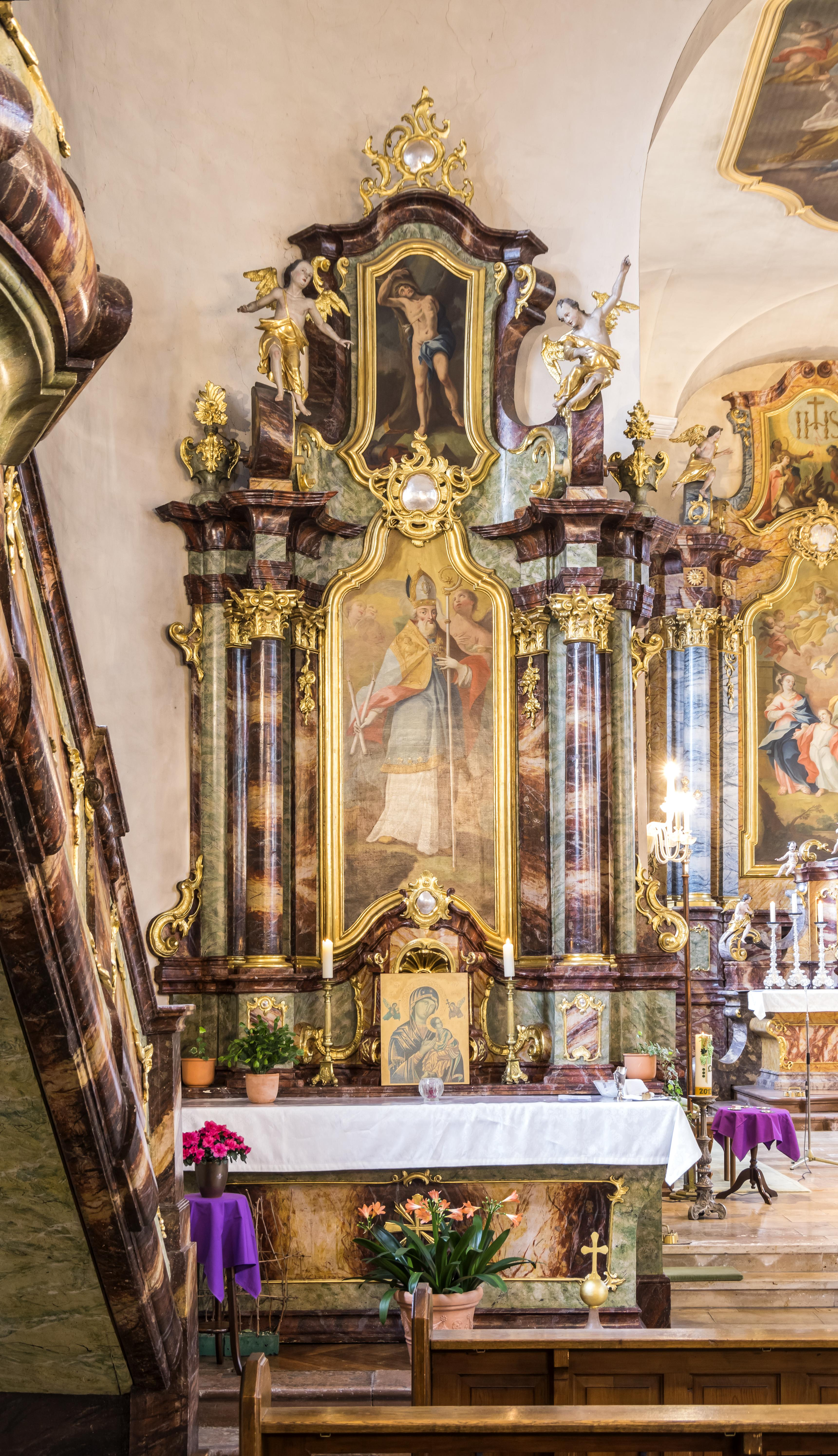
Linker Seitenaltar
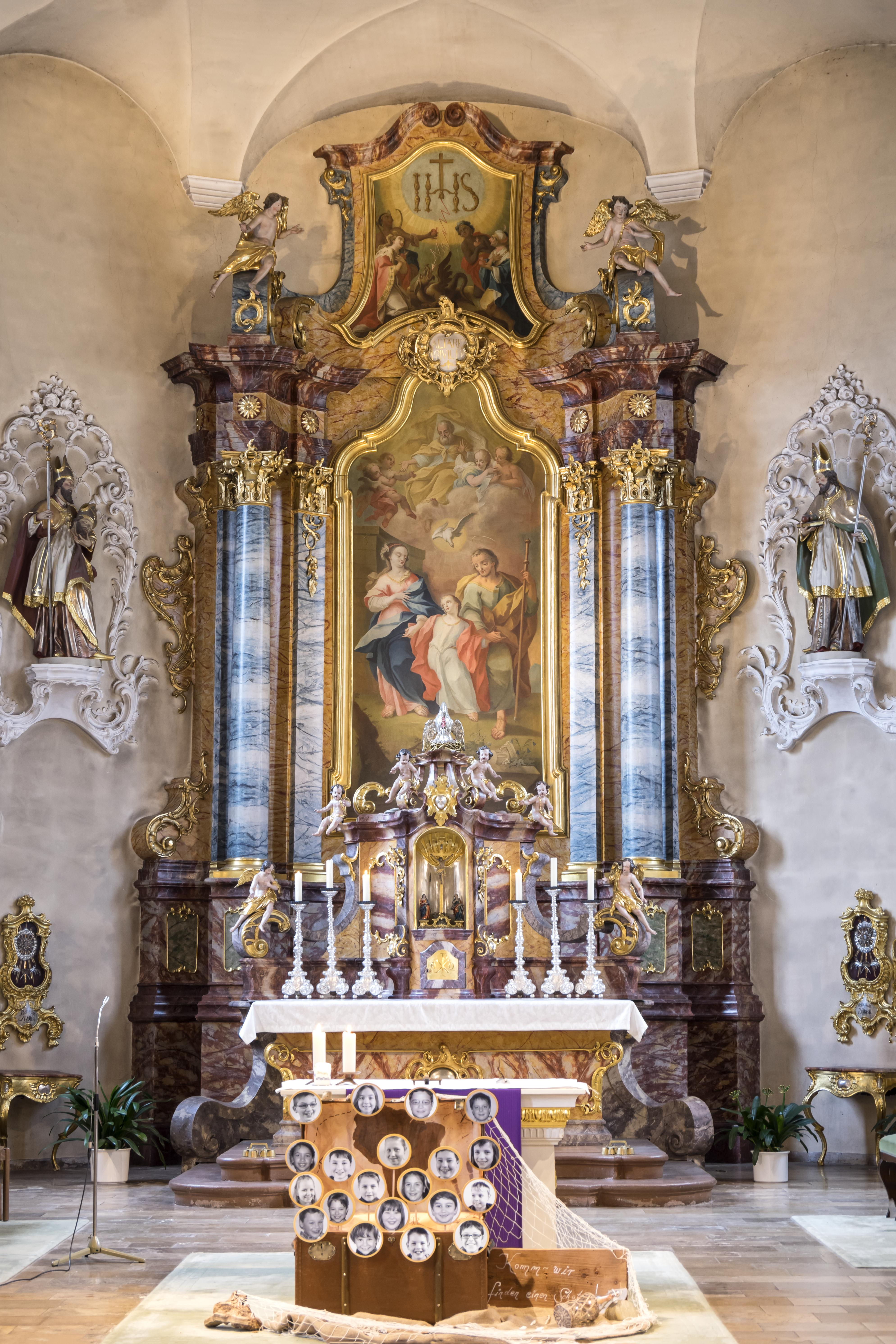
Hochaltar
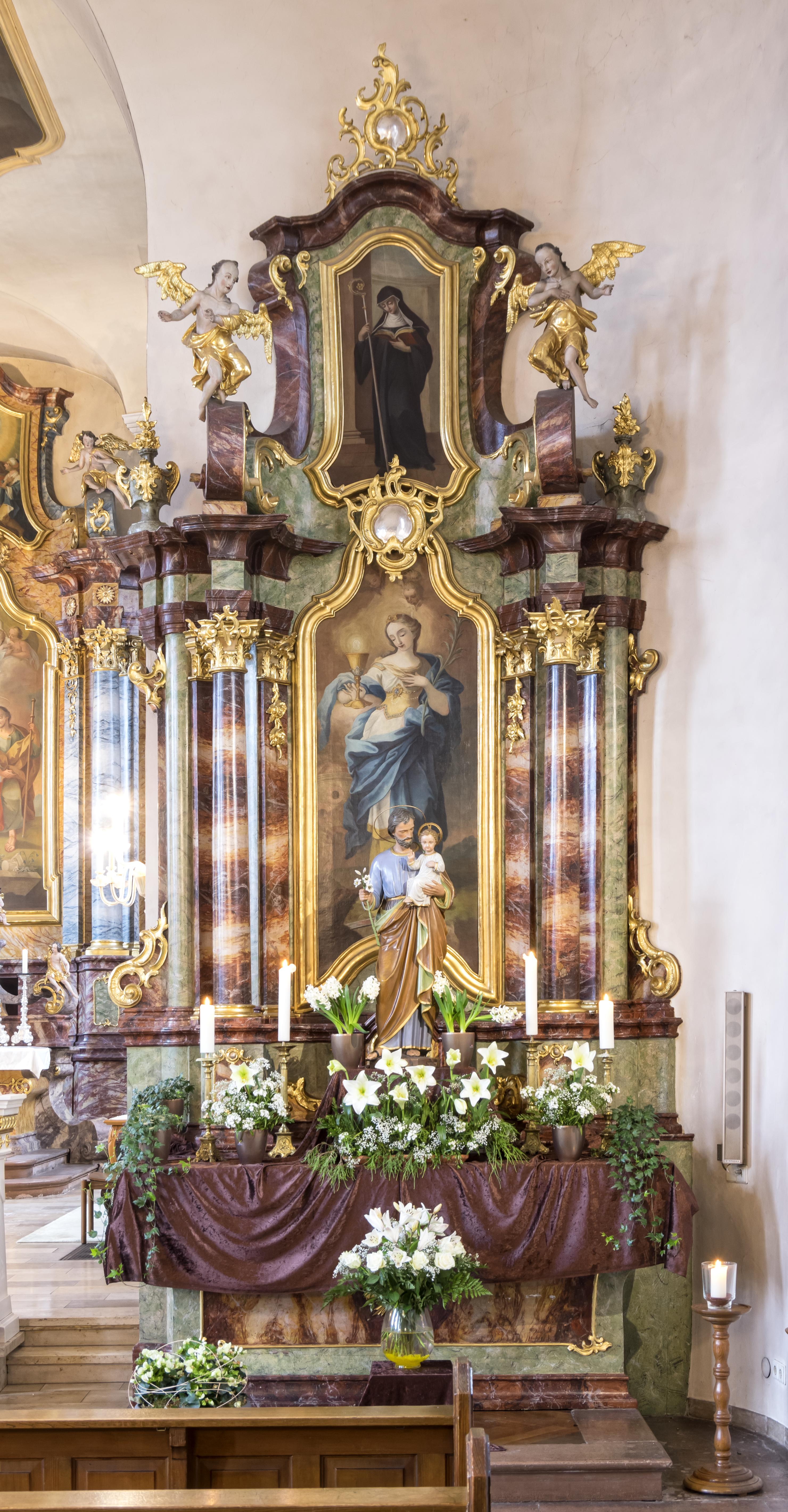
Rechter Seitenaltar
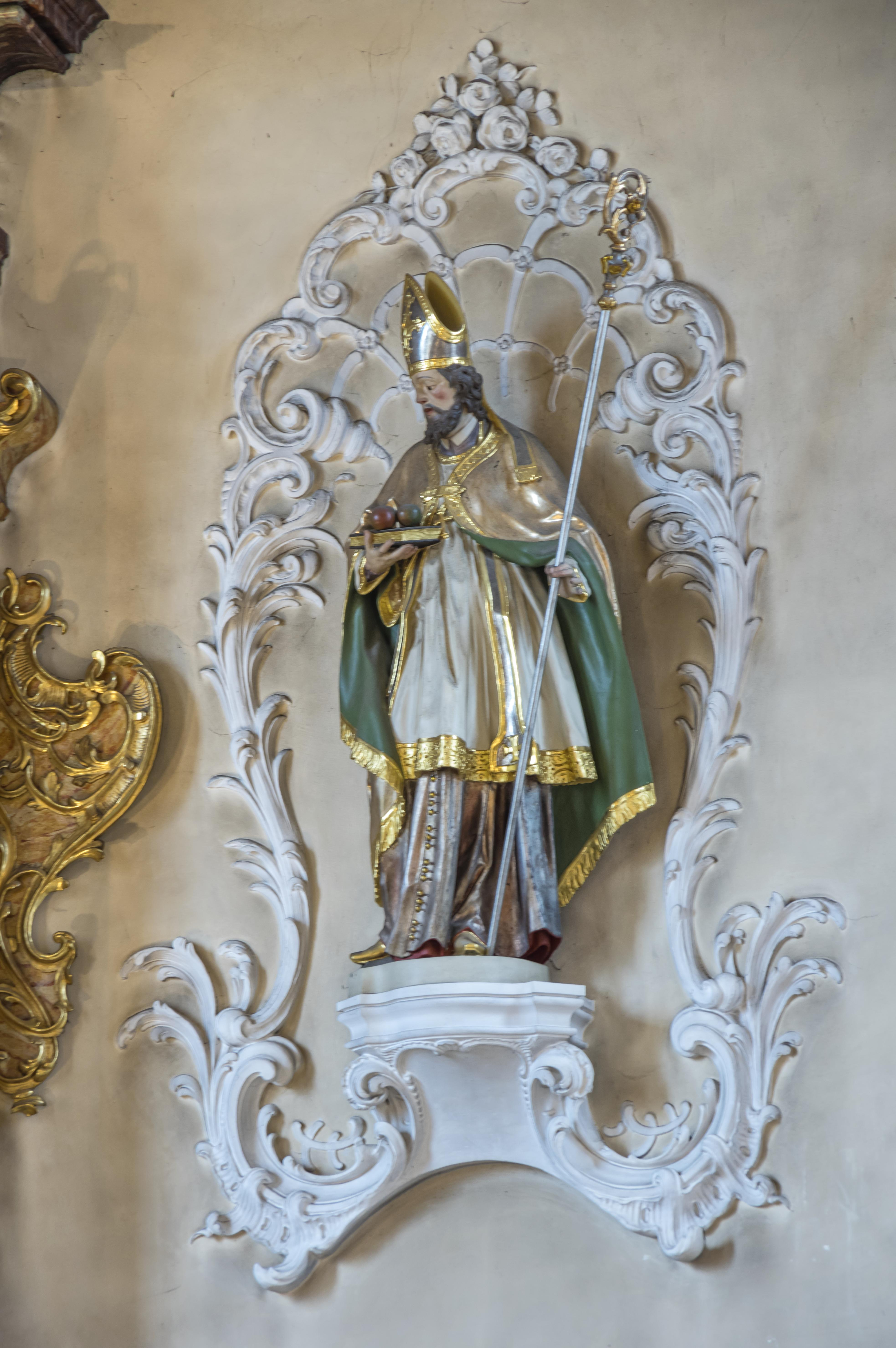
Nikolaus

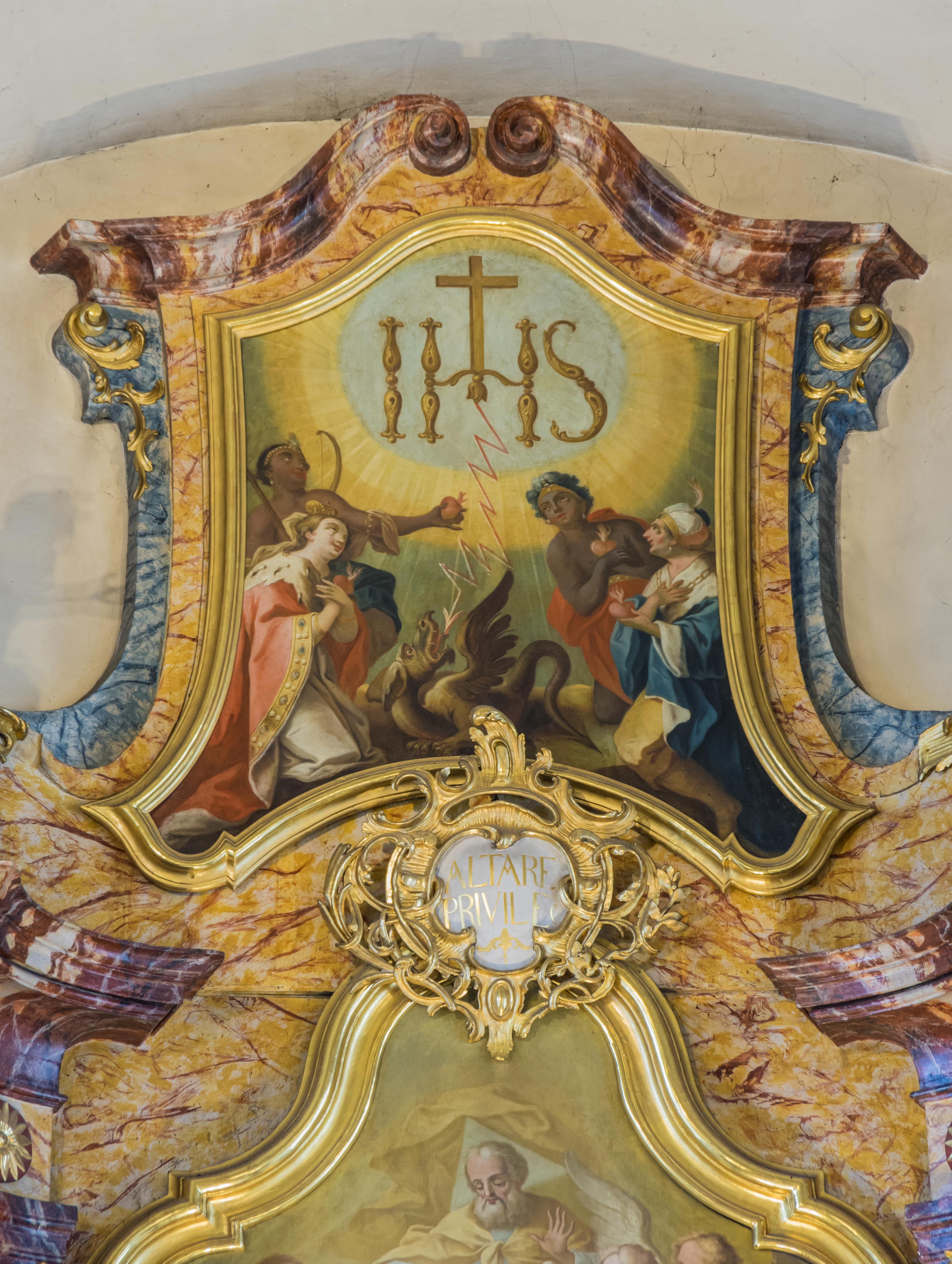
Oberbild des Hochaltars

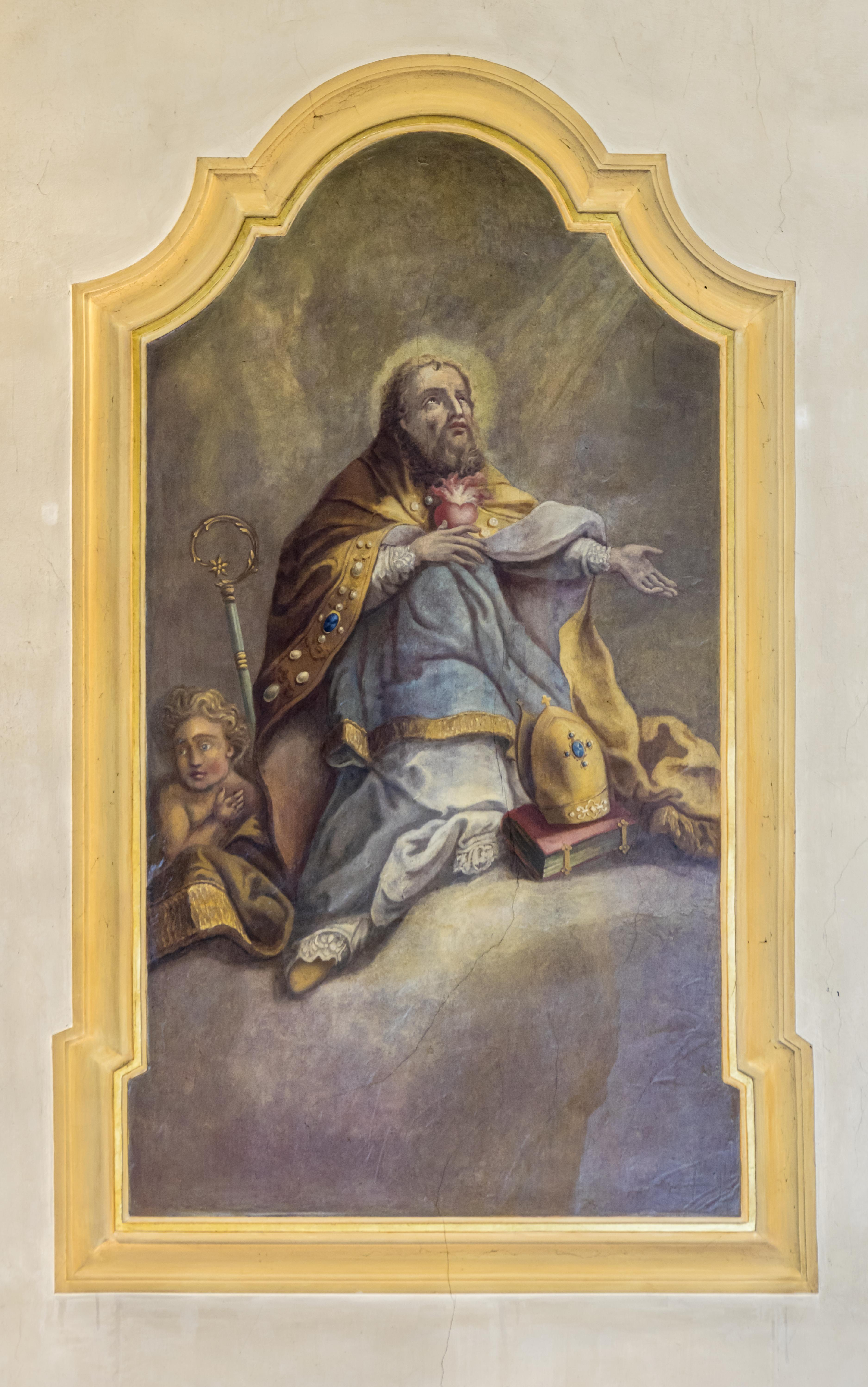
Heiliger Augustinus im Chor

Im Hochaltar rahmen jederseits zwei blau marmorierte Säulen Pfunners „heiligen Wandel“, Maria und Joseph ihr Kind in der Mitte führend. Im Oberbild huldigen die vier damals bekannten Erdteile dem Jesus-Monogramm IHS: vorn links Europa „als hellhäutiger, blonder Herrschertypus mit Musselinmantel“, vorn rechts Asien als „sein mit einem türkischen Turban bekleideter Antipode, ein Sultan“, im Hintergrund „die noch unzivilisierten und aus Sicht der Europäer unterlegenen, deshalb auch halbnackten und dunkelhäutigen Kontinente“, links Amerika, rechts Afrika. Das Christusmonogramm und ein auf ihm stehendes Kreuz sind von einem Strahlenkranz umgeben. Vom Kreuz schlägt ein roter gezackter Blitz den Teufelsdrachen nieder. Fallers Engel und Putten umspielen den Tabernakel.
Im linken Seitenaltar rahmt jederseits eine dunkelrot marmorierte Säule ein Bild des heiligen Blasius mit seinen zwei gekreuzten Kerzen. Darüber ist der heilige Sebastian dargestellt. Im gleich gestalteten rechten Seitenaltar rahmen die Säulen ein Bild der heiligen Barbara mit Kelch und Hostie, das Schwert ihres Martyriums neben sich. Im Oberbild trägt die heilige Gertrud, Patronin der Wellinger Kirche, als Nonne den Äbtissinnenstab.

### Weitere Ausstattung
Drei der Fresken Pfunners sind erhalten. An die Decke des Chors malte er die Aufnahme der heiligen Blasius von Sebaste und Barbara von Nikomedien in den Himmel, wo der Jesusknabe zwischen Maria und Johannes auf einer Weltkugel sitzt und zuoberst Gottvater und die Taube des Heiligen Geistes schweben. An die nördliche Chorwand malte er den heiligen Augustinus von Hippo, Namenspatron der St. Märgener Chorherren, an die südliche einen weiteren Heiligen, wohl Johannes vom Kreuz. Links neben Augustinus kauert der Knabe, der ihm nach seinen „Confessiones“ sagte: „tolle, lege – nimm (die Heilige Schrift) und lies“.
Vom barocken Stuck sind einzig die Rahmen zweier Skulpturen Fallers an der Chorwand erhalten. Links steht eine Statue des heiligen Dionysius von Paris mit Mitra und Bischofsstab und einem zweiten Kopf – seinem eigenen abgeschlagenen, ebenfalls eine Mitra tragenden Kopf – auf dem linken Arm. Rechts steht symmetrisch zu Dionysius eine Statue des heiligen Nikolaus von Myra mit Mitra und Bischofsstab sowie einem Tablett mit den drei Goldkugeln auf der rechten Hand, mit denen er die Töchter einer armen Familie vor der Prostitution bewahrte. Unter den Figuren sind kostbar verzierte Reliquiare an der Wand befestigt. Der heilige Nikolaus als Beschützer der Kinder ergänzt die Darstellung des „heiligen Wandels“ im Hochaltarblatt. Dionysius gehörte wie Blasius, Barbara und Sebastian zu den „Nothelfern“, die in Bedrängnis viel angerufen und deshalb in Kirchen häufig abgebildet wurden.
An der rechten Wand des Kirchenschiffs stehen auf Konsolen zwei Skulpturen, die in den 1950er-Jahren zurückerworben wurden, ein heiliger Blasius von etwa 1740 und eine heilige Gertrud aus Fallers Werkstatt von etwa 1765.

Kreuzwegszenen
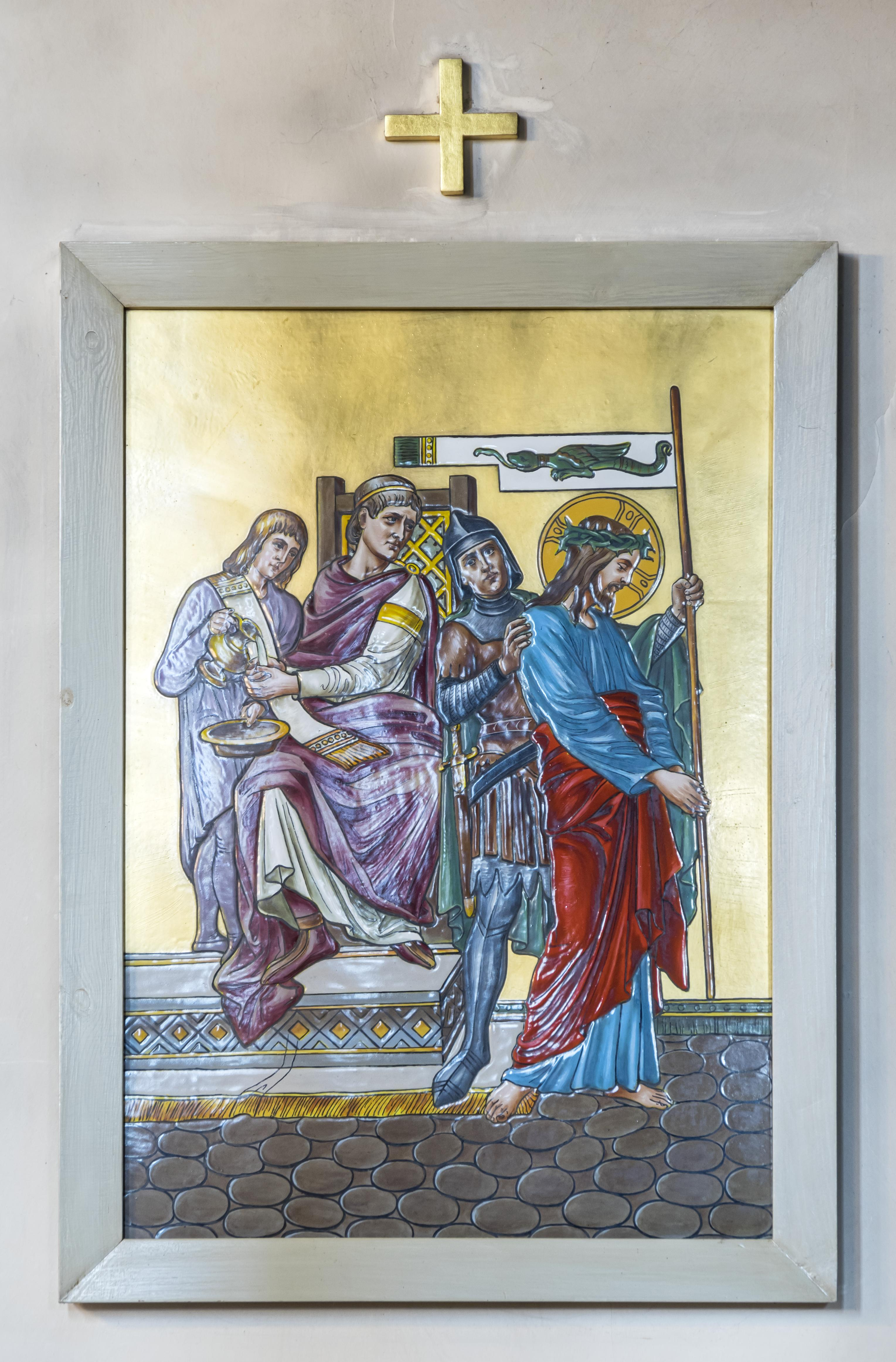
Jesus wird zum Tode verurteilt Mk 15,1-15 EU
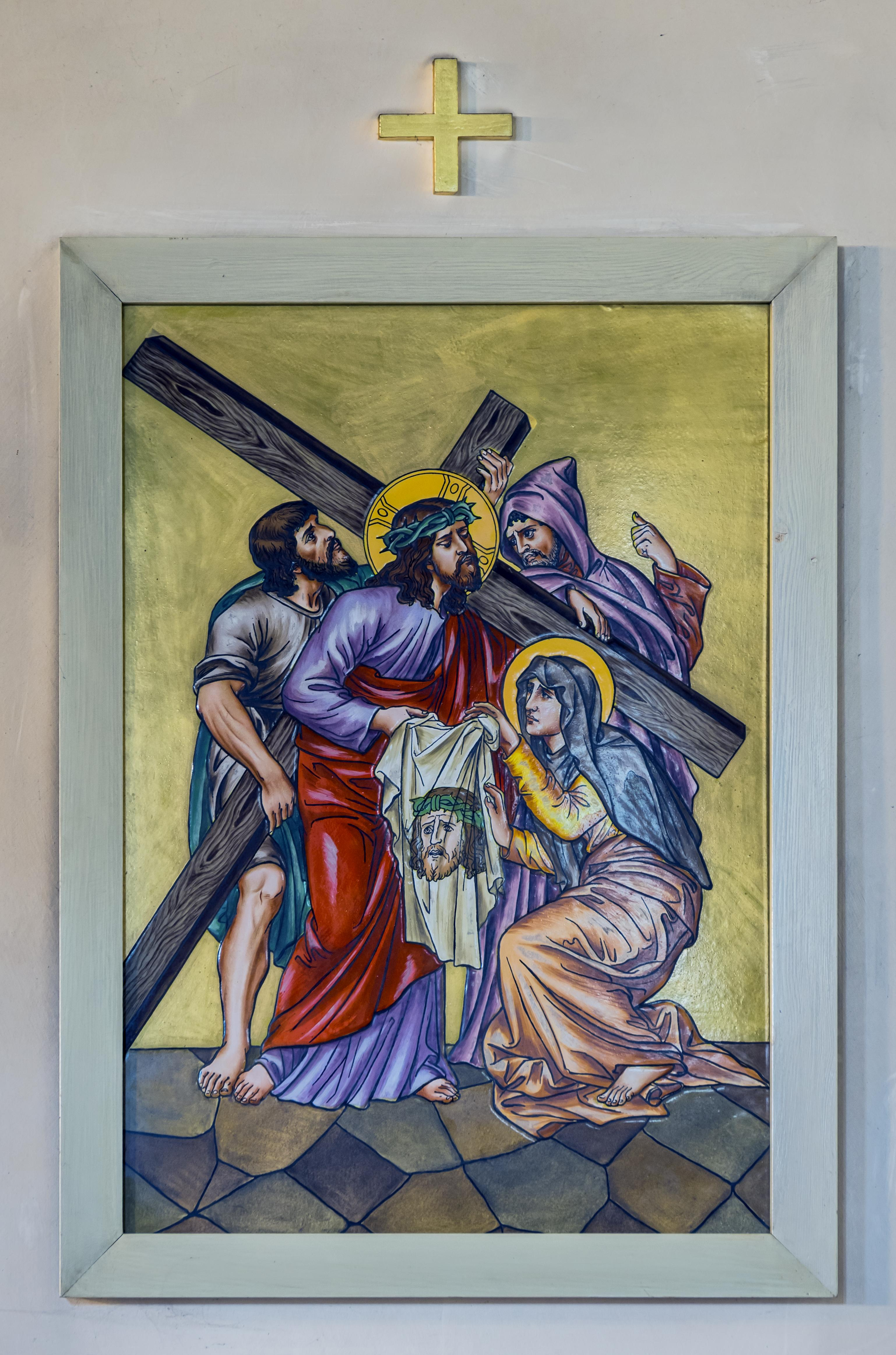
Veronika reicht Jesus das Schweißtuch
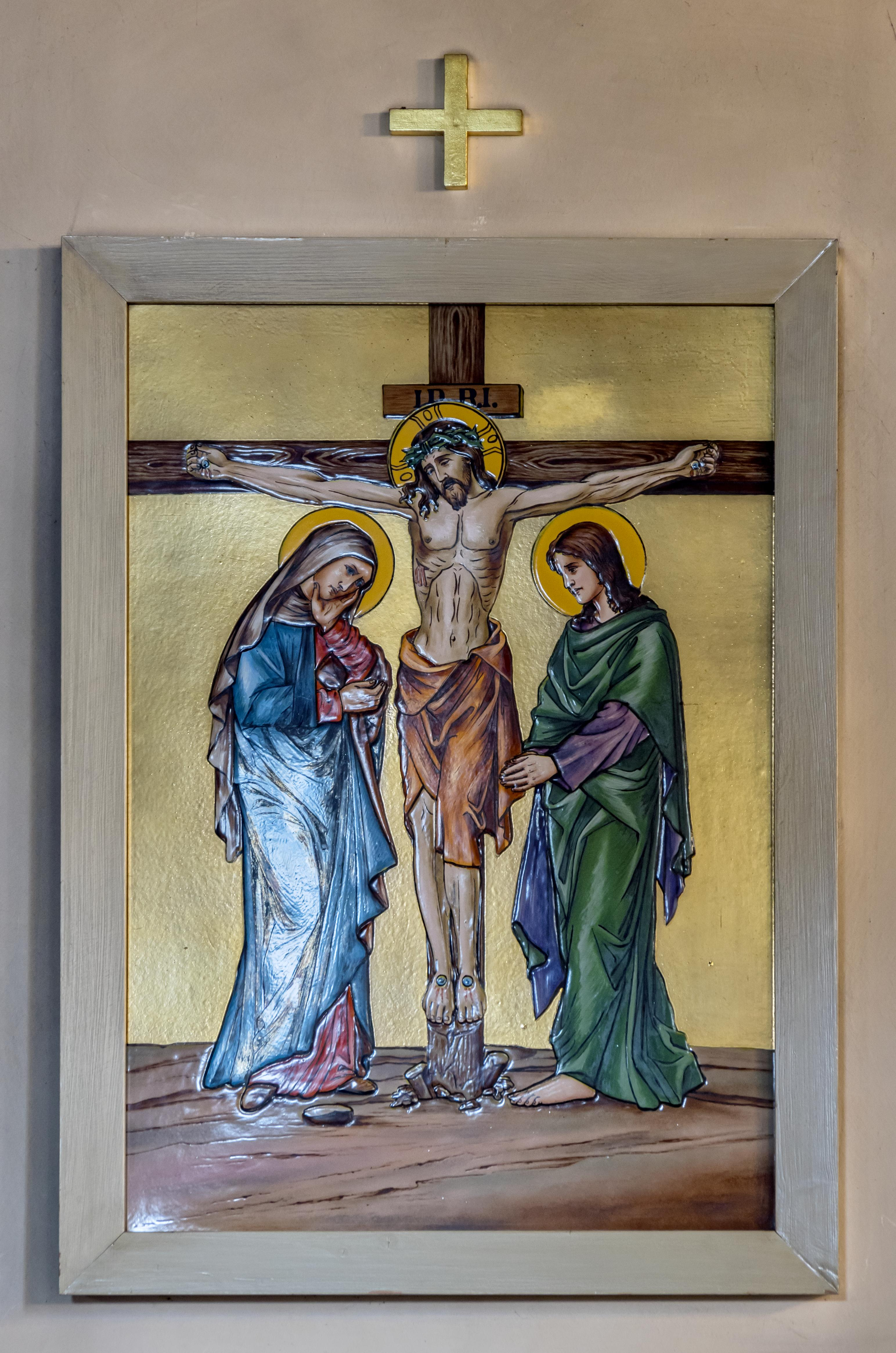
Jesus stirbt am Kreuz Mk 15,33-41 EU
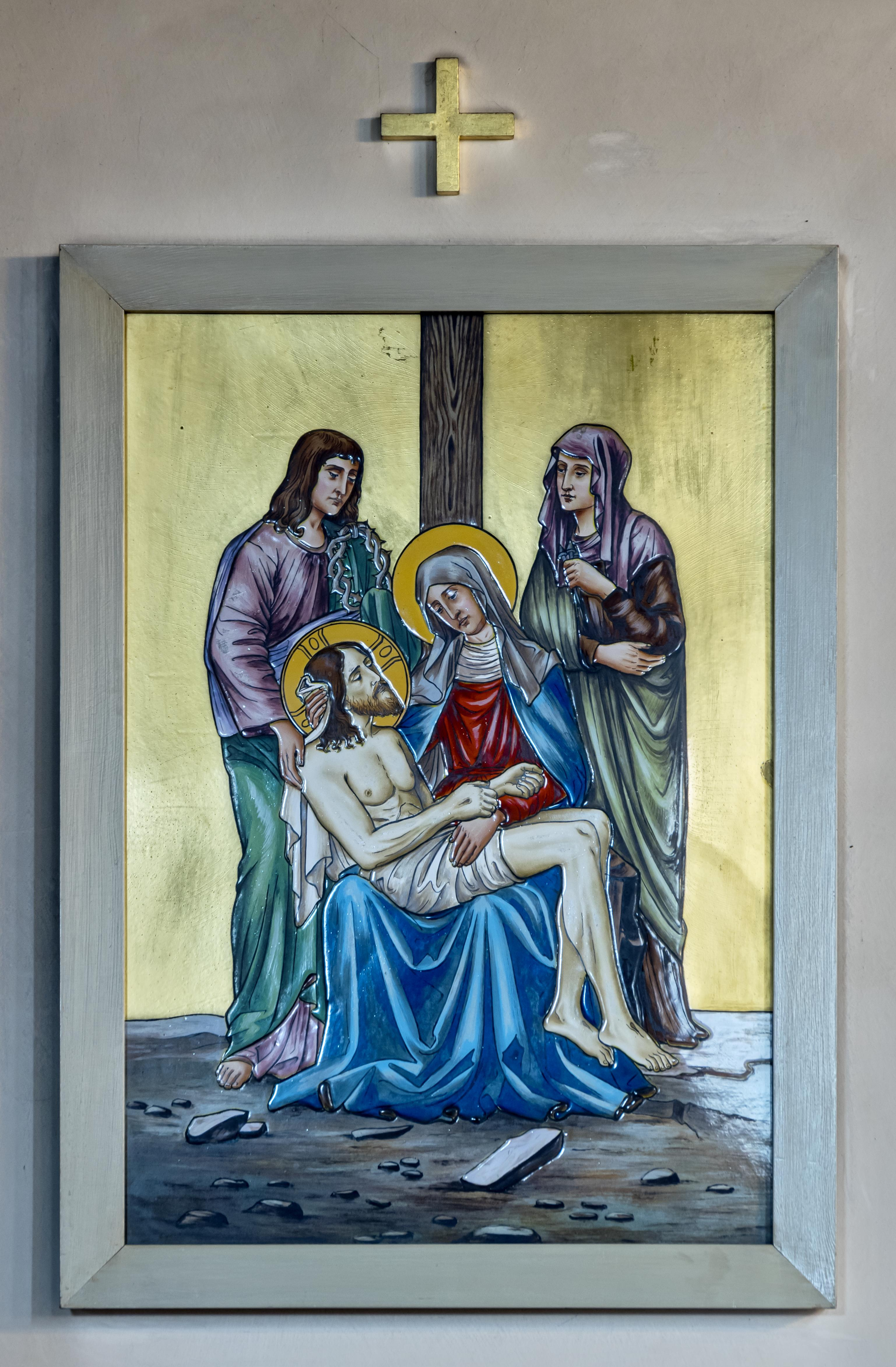
Jesus wird vom Kreuz genommen und in den Schoß seiner Mutter gelegt Mk 15,42-46 EU
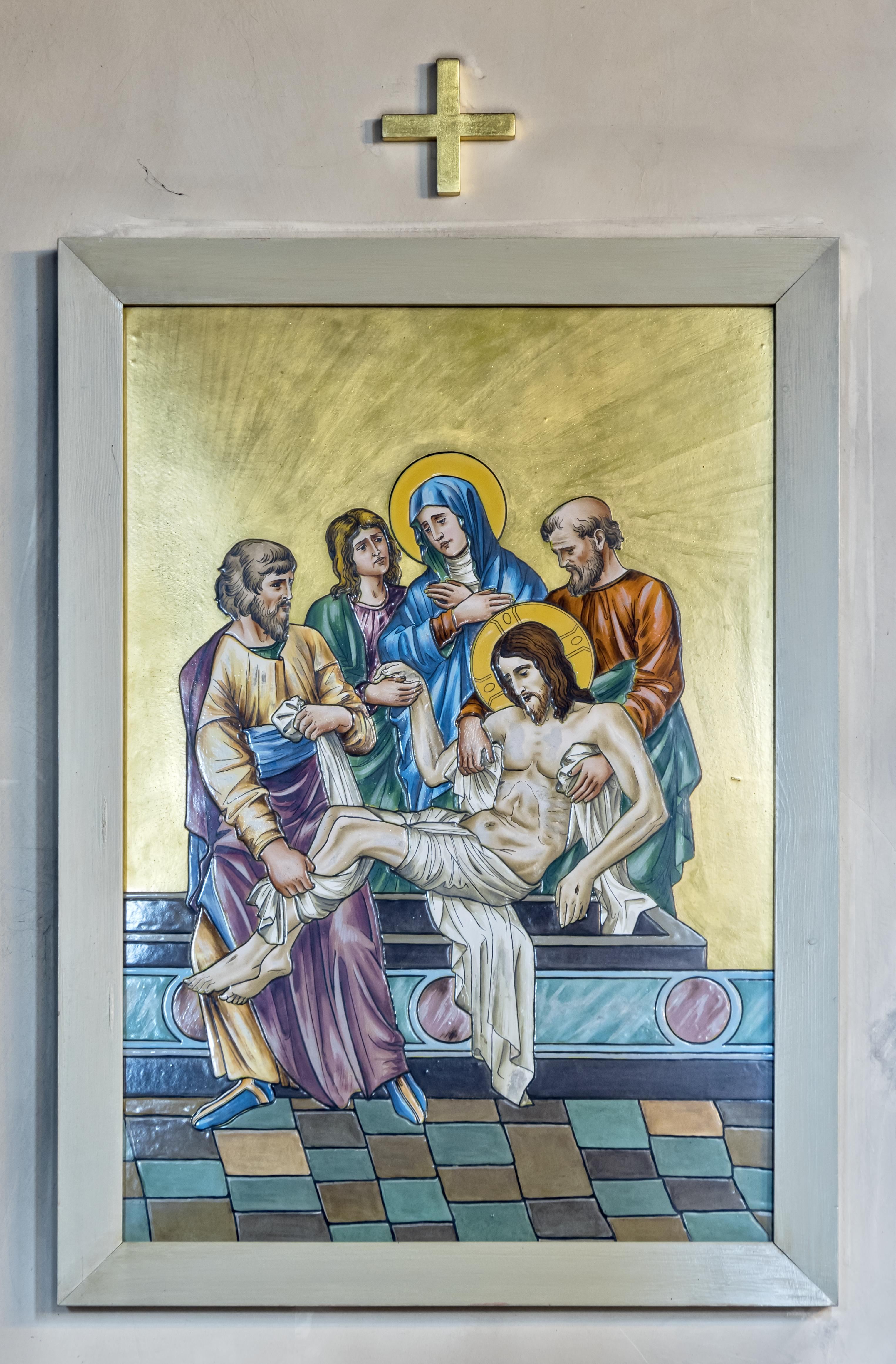
Der Leichnam Jesu wird ins Grab gelegt Mk 15,46-47 EU

Eine Besonderheit der Kirche ist der Kreuzweg von vierzehn Stationen. Die Szenen sind im Stil der Nazarener in Email auf Blechschilder gemalt und haben offenbar nach 1838 die Pfunnerschen Bilder ersetzt. Der Künstler ist unbekannt.

### Orgel
Auf der Empore steht die Orgel, die 1990 als Opus 17 von Orgelbauer Karl Göckel gebaut wurde. Sie verfügt über 25 Register auf zwei Manualen und Pedal. Spieltraktur und Registertraktur sind mechanisch.

## Glocken
In dem an die Nordseite des Chors gestellten massiven Glockenturm hängt ein vierstimmiges Glockengeläut aus Bronze, das der Glockengießer Friedrich Wilhelm Schilling im Jahr 1951 fertiggestellt hat.
- Glocke 1 wiegt 753 kg und hat den Schlagton f′+1.
- Glocke 2 wiegt 429 kg und hat den Schlagton as′+1.
- Glocke 3 wiegt 295 kg und hat den Schlagton b′+1.
- Glocke 4 hat den Schlagton c″+1.

Alle vier Glocken sind in den Uhrschlag der Turmuhr einbezogen. Glocke 1 schlägt jeweils die vollen Stunden, die anderen schlagen zu jeder Viertelstunde. Auf allen vier Seiten des Turms sind Zifferblätter der Uhr angebracht.

## Pfarrhaus

Deckenfresken im Prälatensaal
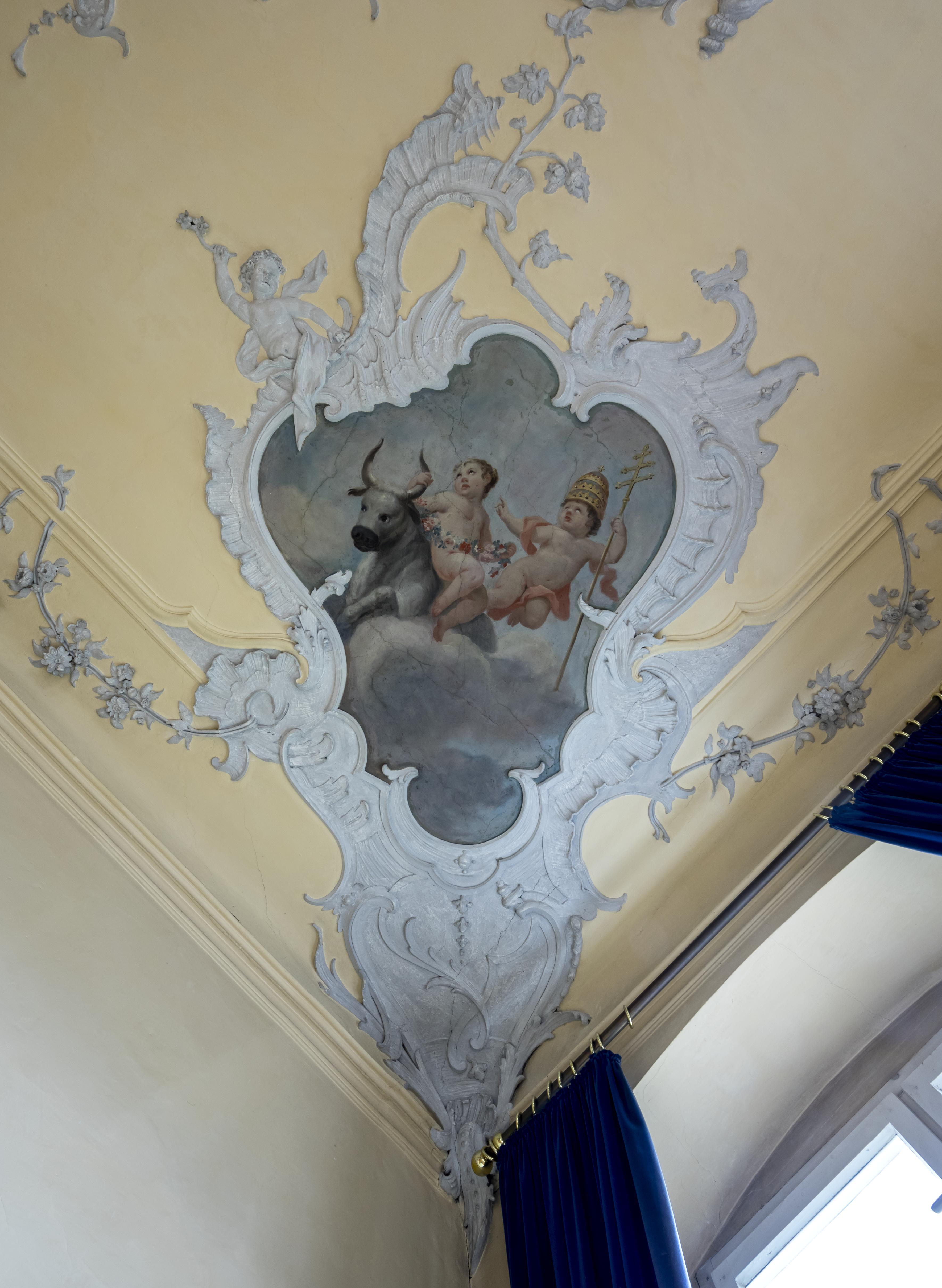
„Europa“ auf dem Stier und tiaragekrönter, das Papstkreuz tragender Putto
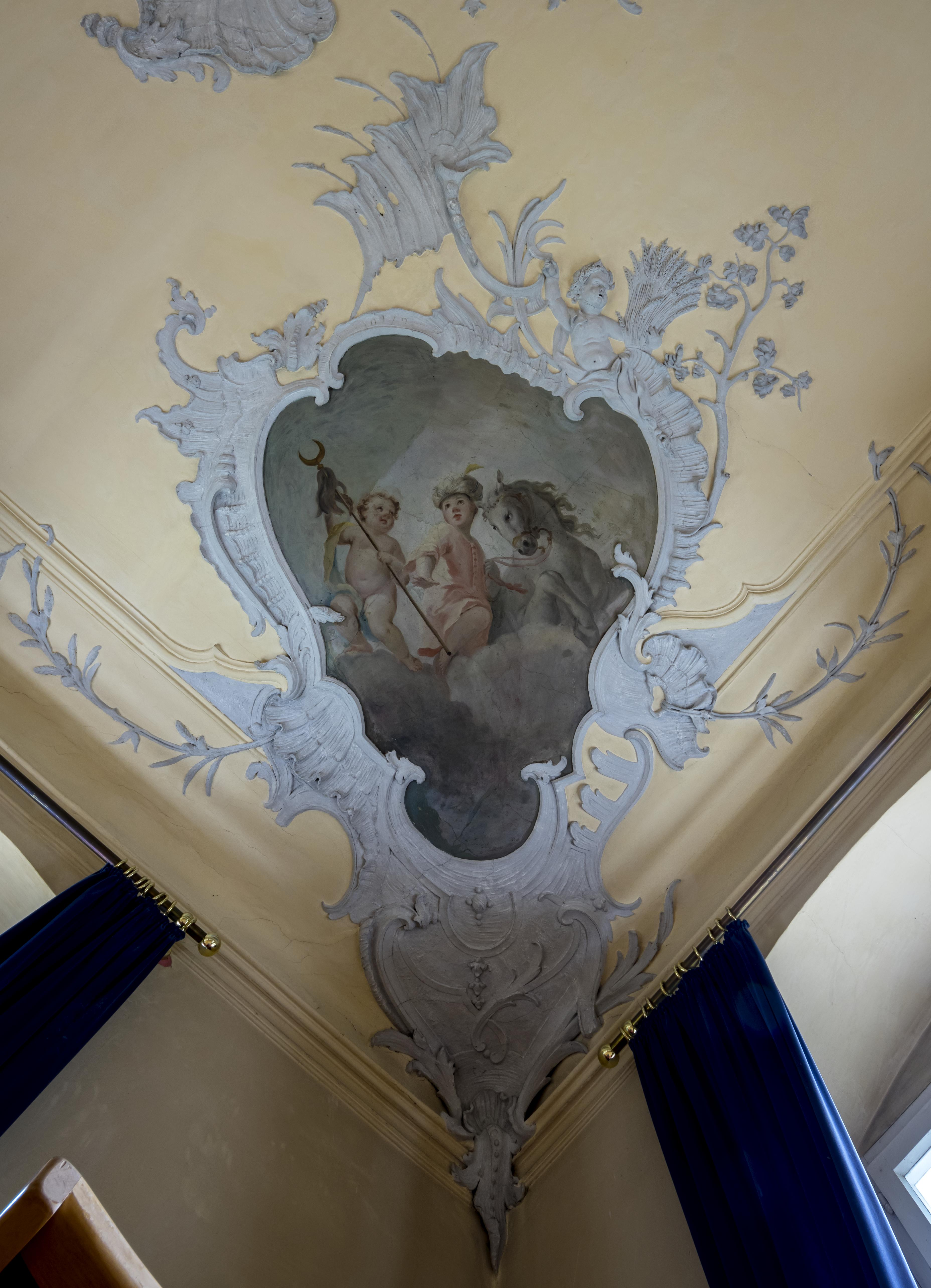
„Asien“ mit Halbmond, turbantragendem Figürchen und Araberhengst
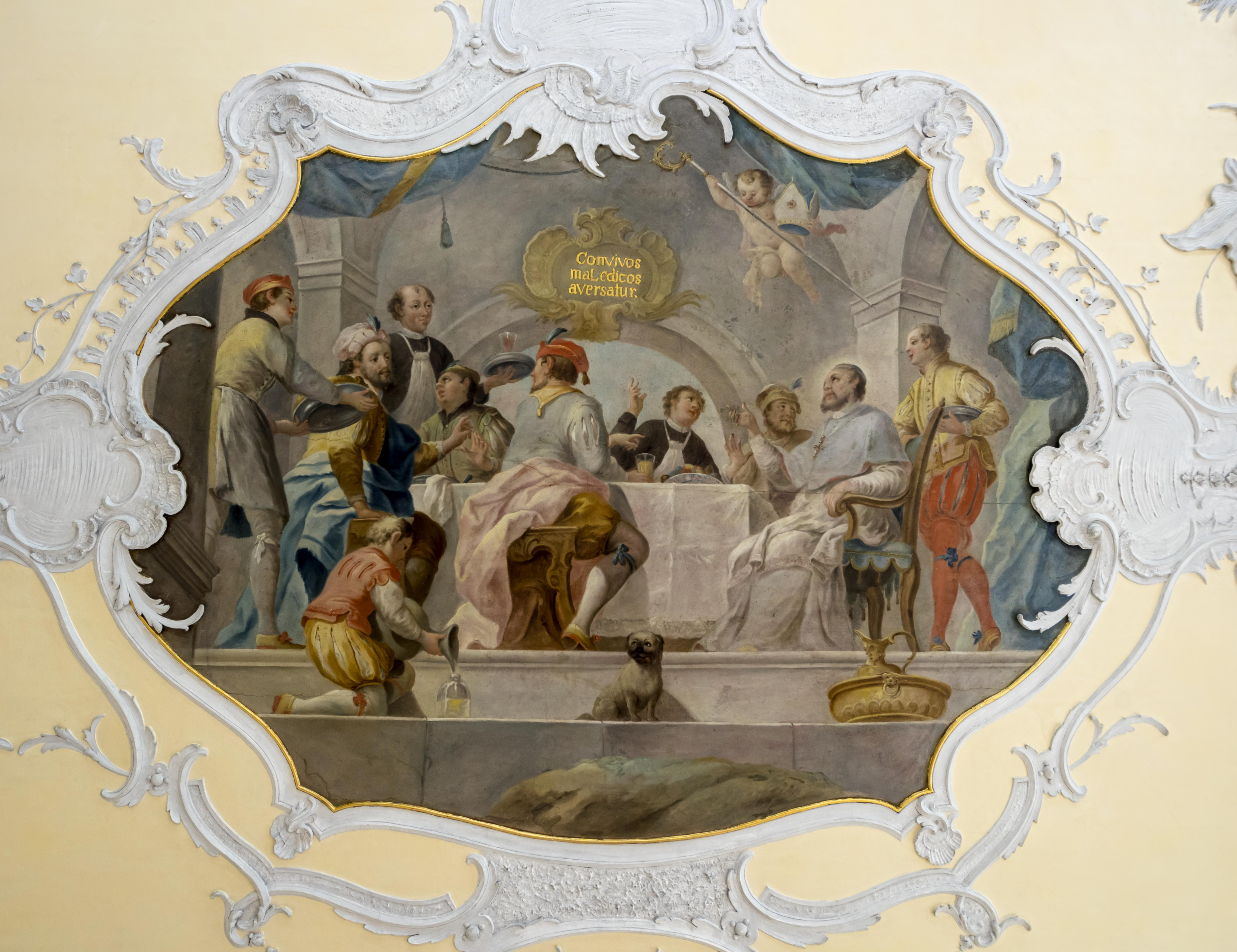
Gastmahl
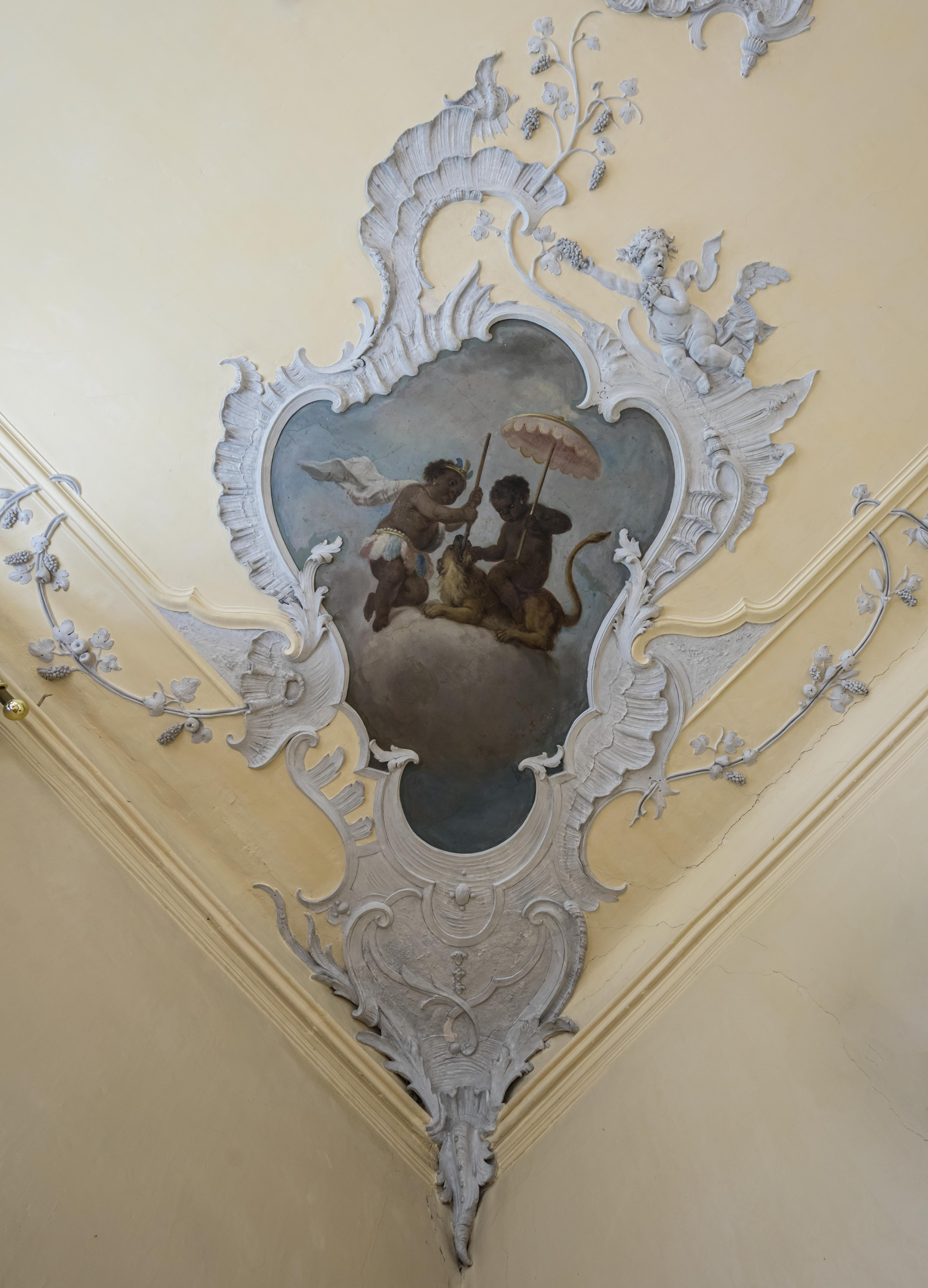
„Afrika“ mit Löwe und zwei dunklen Putti, Lanze und Sonnenschirm
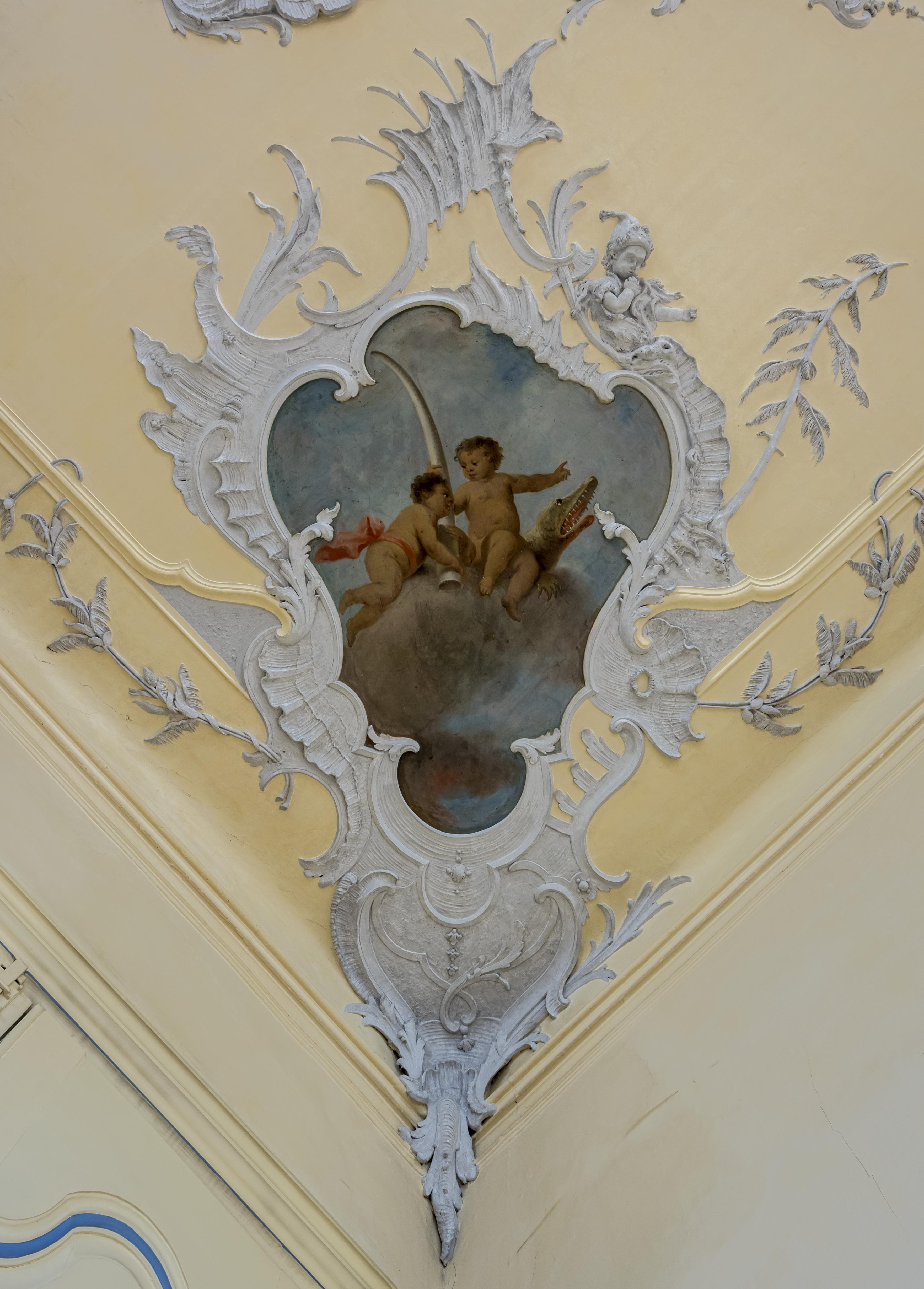
„Amerika“ mit Füllhorn und Krokodil

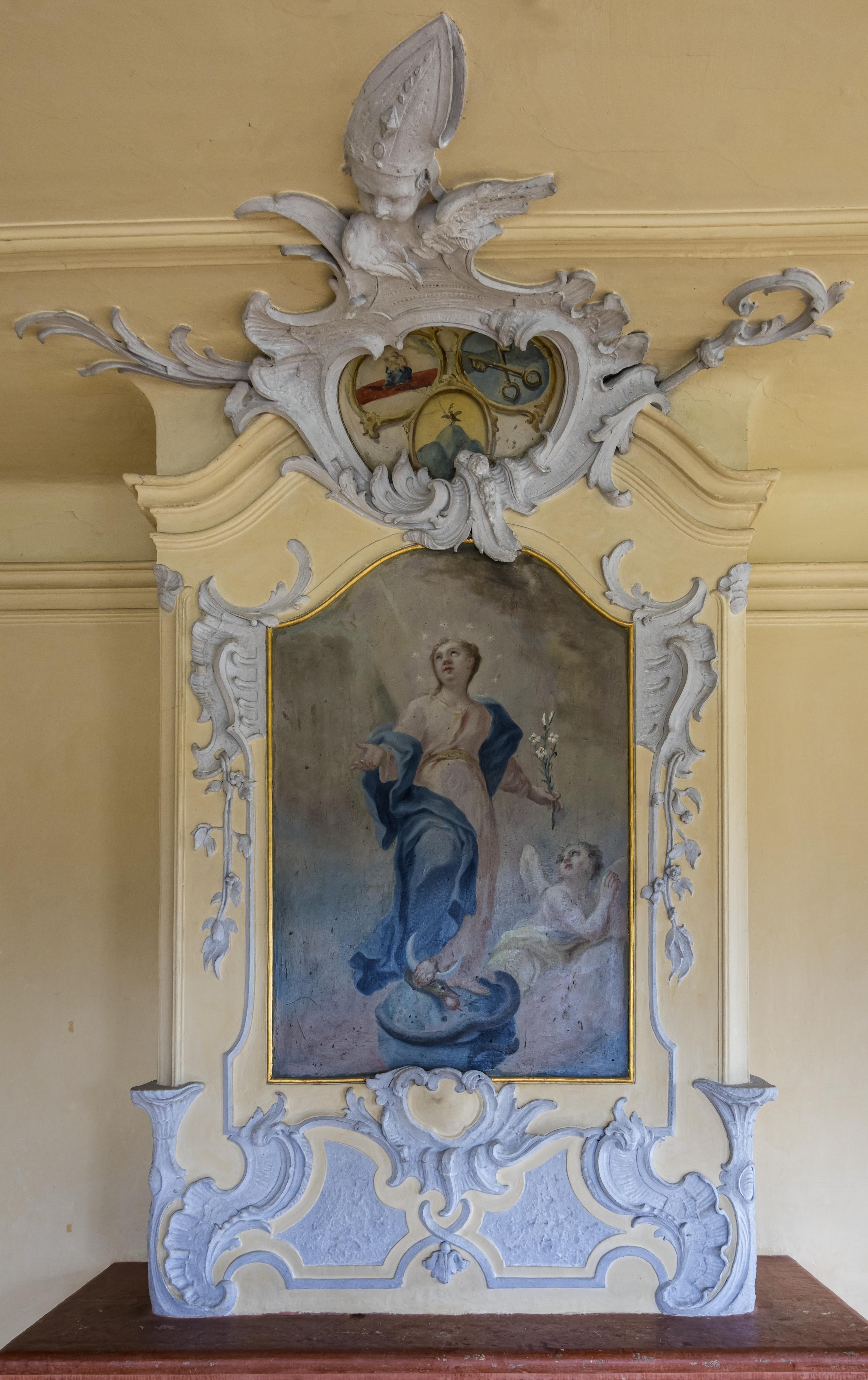
Prälatensaal: Immaculata und Wappenkombination

Das schlossartige Pfarrhaus mit zweigeschossigem Volutengiebel liegt östlich der Kirche neben dem Platz der zerstörten Pfarrscheune. Früher führte ein Verbindungsgang direkt in den Chor. Das Gebäude bewahrt im „Prälatensaal“ den barocken Stuck sowie Fresken von Johann Pfunner. Über den Kamin malte Pfunner in Stuckrahmen eine Maria immaculata und darüber eine Kombination der Wappen von Kloster St. Märgen (Madonna mit Kind), dessen Priorat Kloster Allerheiligen (Freiburg im Breisgau) (gekreuzte Schlüssel) und Peter Glunk persönlich (ein Vogel auf einem Berg). Das mittlere Deckenbild zeigt ein Gastmahl mit zwei Augustiner-Chorherren, von denen der linke ein Porträt Abt Peter Glunks sein könnte. Die Eckenbilder zeigen die vier damals bekannten Erdteile.

## Würdigung
St. Blasius, schreiben Ahrens und Seiter, sei für die Wyhler in Zeiten von Krieg, Seuchen und Überschwemmungen, bei denen das Hochwasser vor dem Portal der Kirche stand, eine Zuflucht gewesen, die geschnitzten und gemalten Heiligen Vorbild und Hoffnungsträger. Der „heilige Wandel“, das Deckenfresko im Chor und der heilige Nikolaus hätten auf die Bedeutung der Familie hingewiesen als der kleinsten Einheit des Überdauerns in der Not. Zugleich spreche aus der Ausstattung gegenreformatorisches Gedankengut. Dabei stehe die Verehrung Christi im Mittelpunkt. Neben den Erdteilen huldigten ihm die zahlreichen anderen Figuren. So seien Dionysius und Nikolaus sowie Augustinus und Johannes vom Kreuz im Chor bewusst auf das Altarbild ausgerichtet. Insgesamt handele es sich um ein Programm, das sonst nur größeren Kirchen eigen sei. St. Blasius richte sich nicht nur an das einfache Volk, sondern auch an die humanistisch Gebildeten. Der Saal im Pfarrhaus stelle selbstbewusst jenen religiösen Machtanspruch dar, den die Kirche nur andeute.